# Fiat 520
Fiat 520 är namnet på två olika bilmodeller, tillverkade av den italienska biltillverkaren Fiat på 1920-talet.

## 520 "Superfiat"
1921 försökte Fiat slå sig in på lyxbilsmarknaden med den imponerande 520. Bilen hade en V12-motor med toppventiler, servoassisterade bromsar på alla fyra hjulen och all lyxutrustning kunden kunde önska.
Men marknaden för lyxbilar var mikroskopisk i Italien efter första världskriget och totalt tillverkades inte fler än 5 (fem) exemplar.
- Wikimedia Commons har media som rör Fiat 520.

## 520 (1927-30)
1927 återkom modellnamnet 520 på en betydligt blygsammare mellanklassbil. 520 T var avsedd för taxi-bruk och hade en mindre motor.
Tillverkningen uppgick till 21 000 exemplar.

### Motorer
| Modell | Årsmodell | Motor             | Cylindervolym | Effekt | Bränslesystem   |
| ------ | --------- | ----------------- | ------------- | ------ | --------------- |
| 520    | 1927-29   | 6-cyl radmotor sv | 2244 cm³      | 46 hk  | Enkel förgasare |
| 520 T  | 1928-30   | 6-cyl radmotor sv | 1866 cm³      | 35 hk  | Enkel förgasare |

- Wikimedia Commons har media som rör Fiat 520.